# Bantwal
Bantwal è una suddivisione dell'India, classificata come town panchayat, di 36.829 abitanti, situata nel distretto del Kannada Meridionale, nello stato federato del Karnataka. In base al numero di abitanti la città rientra nella classe III (da 20.000 a 49.999 persone).

## Geografia fisica
La città è situata a 12° 54' 0 N e 75° 1' 60 E e ha un'altitudine di 36 m s.l.m..

## Società

### Evoluzione demografica
Al censimento del 2001 la popolazione di Bantwal assommava a 36.829 persone, delle quali 18.270 maschi e 18.559 femmine. I bambini di età inferiore o uguale ai sei anni assommavano a 4.310, dei quali 2.252 maschi e 2.058 femmine. Infine, coloro che erano in grado di saper almeno leggere e scrivere erano 27.394, dei quali 14.645 maschi e 12.749 femmine.